# Alessia Pecchini
Alessia Pecchini (Villafranca di Verona, 30 maggio 1992) è una calciatrice italiana, di ruolo centrocampista.

## Carriera
Alessia Pecchini si avvicina al calcio fin dalla giovane età, e nel 2002 si tessera con la Fortitudo Mozzecane, società di Mozzecane, in provincia di Verona, iniziando a giocare con una formazione interamente femminile in tutte le categorie giovanili.
Grazie alle qualità espresse viene inserita in rosa nella squadra titolare fin dalla stagione 2009-2010, facendo il suo debutto in Serie A2, a quel tempo secondo livello della piramide calcistica del campionato italiano di categoria, il 7 febbraio 2010, alla 12ª giornata del campionato, nella partita in cui le venete vengono sconfitte per 0-3 in casa del Como 2000. Per il suo primo gol deve aspettare la stagione successiva dove viene inserita regolarmente in rosa; il 12 dicembre 2010, all'8ª giornata, siglando al 51' e al 70' due delle reti con cui le venete si impongono per  6-2 sulle avversarie del Marsala.
Nella stagione 2010-2011 contribuisce a far conquistare alla squadra la promozione in Serie A per la stagione entrante, facendo il suo debutto nella massima serie già dalla prima giornata di campionato, il 22 settembre 2012, nella partita persa in casa con il Graphistudio Tavagnacco per 1-6.
Veste la maglia gialloblu della società veneta fino al termine della stagione 2015-2016, quando per motivi di studio si trasferisce nei Paesi Bassi ma con la previsione di tornare a giocare con la Fortitudo già dalla fine di gennaio 2017.
Dopo circa 20 anni passati alla Fortitudo Mozzecane, poi diventata ChievoVerona FM, nell'estate 2022 si è trasferita al Verona, appena retrocesso in Serie B.

## Palmarès
- Campionato italiano di Serie A2: 1

Fortitudo Mozzecane: 2010-2011